# Relations entre la Biélorussie et la Pologne
Les relations entre la Biélorussie et la Pologne sont de l'ordre des relations extérieures, depuis le 2 mars 1992. La Pologne a en effet été un des premiers pays à reconnaître l'indépendance de la Biélorussie. Les langues de ces deux pays sont relativement proches. La Biélorussie a une ambassade à Varsovie et trois consulats dans les villes de Gdańsk, de Białystok et de Biała Podlaska tandis que la Pologne est représentée en Biélorussie par son ambassade à Minsk, et deux consulats à Brest (Biélorussie) et à Hrodna.
Les deux pays ont une frontière commune d'environ 418 km de long, qui est également une partie de la frontière externe de l'Union européenne.
Les Polonais représentent 3,9% de la population biélorusse selon le recensement de 1999, et il y aurait 48 700 Biélorusses en Pologne selon le recensement de 2002.

## Historique

### Manifestations biélorusses de 2020
Après l'élection présidentielle biélorusse de 2020, des manifestations de masse ont eu lieu dans tout le pays. Le principal challenger de l'opposition Svetlana Tikhanovskaïa s'est ensuite enfuie de Pologne en Lituanie. Le gouvernement polonais a attribué une villa dans le quartier Praga-Południe de Varsovie à l'usage de l'opposition biélorusse et a également donné refuge au chef de l'opposition Valéri Tsepkalo. Le Premier ministre polonais Mateusz Morawiecki a promis d'apporter son aide à l'opposition, ce qui a irrité le président biélorusse Loukachenko et ses alliés. La Pologne accueille également la chaîne d'information biélorusse Nexta, qui a joué un rôle clé dans l'organisation des manifestations. Le gouvernement a promis d'accorder 11 millions d'euros à la société civile bélarussienne et aux médias indépendants. Maria Zakharova, porte-parole du ministère russe des Affaires étrangères, a dénoncé ces actes comme « une ingérence ouverte dans les affaires intérieures de la Biélorussie ».

### Double refoulement des réfugiés en provenance d'Irak, deSyrie, d'Afghanistanà la frontière entre la Pologne et la Biélorussie
Depuis août 2021, le régime biélorusse d'Alexandre Loukachenko laisse transiter des réfugiés en provenance d'Irak, d'Afghanistan et de Syrie et leur promet de les aider à entrer dans l'Union européenne en les poussant à franchir la frontière polonaise. Ces réfugiés arrivent à Minsk par des vols en provenance notamment de Bagdad, d'Istanbul, de Damas. Ils se retrouvent ensuite dans les forêts longeant la frontière entre les deux pays, poussés d'un côté par les Biélorusses et rejetés de l'autre par la Pologne. Selon la Convention relative au statut des réfugiés (1951), signée par la Pologne, ces migrants ont le droit de traverser la frontière, de pénétrer dans le territoire européen et d'y demander l'asile. Le gouvernement polonais estime toutefois que la Biélorussie, conjointement avec la fédération de Russie, mènent une guerre hybride contre la Pologne.
En octobre, des tentatives de traverser la frontières par les migrants avaient été signalées près des villages polonais de Kruszyniany et à Bohoniki. Début novembre, il s'agit de villages proches de Sokółka (Kuznica et Nomiki), situés en Pologne non loin de la ville biélorusse de Hrodna (en russe : Grodno) de l'autre côté de la frontière. Le 24 octobre la presse faisait état de cinq morts parmi les réfugiés du fait des conditions précaires de survie que leur impose leur sort tragique. Certains, accompagnés d'enfants se sont retrouvés sans eau, sans abri, sans soins dans des régions marécageuses à un moment où les températures moyennes en Biélorussie commencent, en novembre, à s'approcher de zéro degré,. La Cour européenne des droits de l'homme avait prolongé le 27 septembre les mesures qu'elle avait ordonné d'appliquer à la Pologne en fournissant aux réfugiés une alimentation adéquate, de l'eau, des vêtements, des soins médicaux et, si possible, un abri temporaire.